# パンドラ (帆走フリゲート)
HMS パンドラ（英: HMS Pandora）は、18世紀イギリス海軍の「ポーキュパイン（Porcupine）」級24門帆走フリゲート。有名な「バウンティ号の反乱」の反乱者を南太平洋に捜索し、逮捕したことで知られる。

## 「バウンティ」捜索以前
「パンドラ」はイングランド、デッドフォードのアダムズ・アンド・バーナード社で建造され、1779年5月17日に進水した。アメリカ独立戦争中は北アメリカ方面で任務に就き、1783年の講和後、保管船となっていた。

## 反乱者の捜索
1790年3月15日、軍艦「バウンティ」の反乱のニュースがイギリスに伝わると、海軍本部は対応を熟慮した結果、「パンドラ」を南太平洋へ派遣し、奪われた「バウンティ」を取り戻して、かつ反逆者を捕らえ、裁判のためにイングランドに連行するよう命じた。フリゲート「パンドラ」はエドワード・エドワーズ艦長以下134名の乗組員を乗せ、1790年11月7日にポーツマスを出航した。
エドワーズは知らなかったが、反逆者のうちの16人はすでに、オーストラル諸島（トゥブアイ諸島）の1つ、ツブアイ島でフレッチャー・クリスチャンをリーダーとする植民地（フォート・セント・ジョージ）を樹立する試みに失敗した後、タヒチに戻ることにし、今もそこにいた。彼らは言わば『波止場の浮浪者』としてタヒチに住んでおり、その多くが地元の女性との間に子供をもうけていた。フレッチャー・クリスチャンの率いる反乱者のグループと、それに従うことを選んだポリネシア人のグループは、彼らとは別にピトケアン島に渡り、そこで生活していた。
「パンドラ」はホーン岬を経由して1791年3月23日にタヒチに到着した。「バウンティ」の乗組員だったうちの5人は「パンドラ」の到着後24時間以内に自発的に帰順した。残りの9人は武装した上陸部隊の数週間にわたる山狩りののち拘束された。これら14人は「パンドラ」の艦尾甲板に作られた間に合わせの檻に収容された。彼らはそれを「パンドラの箱」と呼んだ。エドワーズは反乱者のうち2人は「パンドラ」到着前に死んでいたと聞かされた。
1791年5月8日にタヒチを出発した「パンドラ」は、その後3ヶ月を費やして南西太平洋の島々を訪れて「バウンティ」の痕跡や反乱者を捜索したが、何も得られなかった。「パンドラ」はこの航海の間に、トケラウ（Tokelau）、サモア、トンガおよびロトゥマ（Rotumah）を訪れ、14人の乗組員と2艘のボートを失った。彼らはまたVanikoro島を通過し、エドワーズはそれをピット島と名づけた。

## 遭難
トレス海峡を西へ向かって進む途中で、「パンドラ」はグレート・バリア・リーフの外縁に座礁してしまった。1791年8月29日のことである。船は31人の乗組員と4人の囚人とともに、翌朝沈没した。残された89人の乗組員と10人（そのうち7人はまさに沈没しようとするときに檻から解放された）の囚人は小さな砂岩礁の上に集まり、そこで2晩を過した後、4艘の屋根の無いボートでティモールを目指して出航した。そしてアラフラ海を横断する困難な航海の後、1791年9月16日にクパン（Kupang）に到着した。彼らの多くはバタヴィア（現ジャカルタ）に滞在中に病気になり、16名が死亡した。結局、出発時に乗り組んでいた134人のうち帰ることができたのはわずか78人だった。
エドワーズ艦長と士官たちは、軍法会議により「パンドラ」喪失について身の証を立てた。ニューサウスウェールズ植民地の当局による残骸の収容は行われなかった。生き残った10人の囚人は裁判にかけられた。軍法会議は4人（ジョゼフ・コールマン、トマス・マッキントッシュ、チャールズ・ノーマン、マイケル・バーン）に対して反抗に加わっていないことを認め、残りの6人に有罪を宣告したが、死刑を執行されたのはわずか3人（ジョン・ミルウォード、トマス・バーキットおよびトマス・エリソン）だった。ウィリアム・マスプラットは法律の専門的事情で無罪となり、ピーター・ヘイウッドとジェームズ・モリソンは国王から恩赦を与えられた。
「パンドラ」の追跡を免れた9人の反逆者の子孫は、フレッチャー・クリスチャンが1790年1月に見つけたピトケアン島に今も住んでいる。9人は到着の数週間後に「バウンティ」を破壊して焼いた。彼らの隠れ場所は、1808年にニューイングランドのアザラシ漁漁船「トパーズ」（メイヒュー・フォルジャー船長）がたまたま海図に載っていないこの小島にたどり着くまで知られていなかった。その時までに、反逆者はジョン・アダムズを残して、病死したネッド・ヤング以外の全員がなんらかの暴力により死んでいた。

## 発見と発掘
「パンドラ」の残骸は1977年に発見され、直ちにオーストラリアの「歴史的難破船法（1976年）」（Historic Shipwrecks Act 1976）で規定する保護区域と宣言された。それは珊瑚海の端、グレート・バリア・リーフの外側にあるモールター・ケイの北西約5km、ヨーク岬の東約140kmの位置にある。クイーンズランド博物館は、研究調査のために残骸を発掘し続けている。熱帯クイーンズランド博物館の考古学者と歴史家は、考古学的証拠と現存している歴史的証拠を使用して「パンドラ」遭難の経緯を少しずつ組み立てようとしている。博物館には発掘品の大コレクションが展示されている。
1980年代から1990年代にかけての9シーズンの発掘により、海洋考古学者は船殻のおよそ30%が、程度の差こそあれ、構造を保っていると確認した。船は、穏やかに傾斜した砂地の海底30-33mの間の深さでわずかに右に傾いて停止しており、そのため、右舷の方が左舷よりよく保存されている。残骸を覆っている堆積物のおよそ3分の1が現在までにクイーンズランド博物館によって除去され、残りはおよそ350立方米に達すると見積られている。
博物館の方針や財政的事情により、これ以上の発掘計画は予定されていない。しかし、仮にクイーンズランド博物館が発掘を続けるとすれば、残骸の船首部、特にパンドラの設計では各職種の下士官用の倉庫が最下層甲板に設置されている部分をまず優先的におこなうことになるだろう。前部貯蔵室には、一般の水兵や船匠・掌帆長などの専門的な乗員の持ち物に加え、「パンドラ」が「バウンティ」を奪還後、その修理に必要とする予備の材料や装具が置かれていたと考えられている。